# اولاخان-کیوئگیولیور
اولاخان-کیوئگیولیور (روسی: Улахан-Кюэгюлюр) یک رودخانه در یاقوتستان کشور روسیه است.